# 李雅芬
李雅芬（1970年6月25日—），中華民國政治人物，中國國民黨籍，高雄人，現任高雄市議員，出生於臺灣高雄市楠梓區，原為立法委員黃昭順國會辦公室助理，於2018年首度投入議員選戰。其選舉政見主打治安及教育政策。

## 概述
李雅芬是高雄市政府警察局少年隊隊長王春生的妻子，父親為前高雄市楠梓區中和里里長李水樹，有感於現在社會的現況，於2018年代表國民黨參選第三屆高雄市議員，當選並連任。

## 選舉紀錄
| 年度 | 選舉屆數             | 選舉區           | 所屬政黨   | 得票數 | 得票率 | 當選標記 | 備註 |
| ---- | -------------------- | ---------------- | ---------- | ------ | ------ | -------- | ---- |
| 2018 | 第三屆高雄市議員選舉 | 高雄市第四選舉區 | 中國國民黨 | 20,138 | 9.64%  |          |      |
| 2022 | 第四屆高雄市議員選舉 | 高雄市第四選舉區 | 中國國民黨 | 14,281 | 8.56%  |          |      |

## 踏入政壇
2018年2月決心踏入政壇，參加國民黨高雄市第四選區議員初選，李雅芬在立委辦公室服務25年，人脈之廣，國民黨高層都紛紛站台力挺。
2018年3月地方選舉在即，各方積極布局，首次參選高雄市左營、楠梓區市議員的李雅芬邀請新北市副市長侯友宜，侯友宜表示支持李雅芬，不僅是因為同黨籍，更是因為李雅芬的老公是警察；身為警眷的李雅芬也獲得亞洲警察學會秘書長葉毓蘭的讚賞，「警眷比一般女性更堅韌！」同時，葉毓蘭也呼籲，軍公教、警、消都是台灣中心的力量，如果有意願參選的退休警消都應該站出來。

## 社會生涯

### 爭取楠梓國民運動中心
2018年10月13日朱立倫替李雅芬輔選，李雅芬表示，市長在新北市市政卓越，成績有目共睹。陸續興建16座國民運動中心，反觀高雄1座也沒有，未來將為左營及楠梓各爭取設立1座國民運動中心。她也當場邀請朱立倫未來擔任她的顧問，朱爽快答應。
2019年5月7日首次以市議員身分於市政總質詢上提出楠梓興建國民運動中心，李雅芬認為，提供良好的運動空間，讓大家從小培養運動的習慣，而不是等到退休了才開始運動，高雄縣高雄市合併後，人口從17萬3174人成長到約18萬6184人，目前人口排名全市第四名。左營楠梓是高雄空氣汙染是最嚴重地區,各項生活機能都不如鳳山等行政區，室內、室外運動空間非常少。

## 外部連結
- 高雄市市議員李雅芬| Facebook粉絲專頁
- 高雄市市議員李雅芬|官方Youtube